# Pańków
Pańków – wieś w Polsce położona w województwie lubelskim, w powiecie tomaszowskim, w gminie Tarnawatka.
| SIMC    | Nazwa          | Rodzaj    |
| ------- | -------------- | --------- |
| 0901045 | Gajówka        | część wsi |
| 0901051 | Gromada        | część wsi |
| 0901068 | Łanowe Sołtysy | część wsi |
| 0901074 | Wydmuchówka    | część wsi |

W latach 1975–1998 miejscowość administracyjnie należała do województwa zamojskiego.
Wieś jest sołectwem w gminie Tarnawatka. Według Narodowego Spisu Powszechnego z roku 2011 wieś liczyła 270 mieszkańców.
Wierni Kościoła rzymskokatolickiego należą do parafii Krzyża Świętego w Szarowoli.